# Кавамінаві

32°11′31″ пн. ш. 131°31′33″ сх. д. / 32.19194° пн. ш. 131.52583° сх. д.
Кавамінаві (яп. 川南町) — містечко в Японії, в повіті Кою префектури Міядзакі.